# Kim Young-kwang (futebolista)
Kim Young-Kwang (Goheung, 28 de junho de 1983) é um futebolista profissional sul-coreano, goleiro, milita no Seoul E-Land.

## Carreira
Kim Young-Kwang representou a Seleção Sul-Coreana de Futebol nas Olimpíadas de 2004.